# Иванов, Игорь Васильевич (шахматист)
Игорь Васильевич Иванов (8 января 1947 — 17 ноября 2005) — советский и канадский шахматист, гроссмейстер (2005).

## Биография
Игорь Иванов родился в Ленинграде. В детстве занимался музыкой и подавал надежды как пианист. Поступил в ЛГУ на математический факультет, но бросил учёбу и сосредоточился на шахматах. Иванов переехал в Таджикистан, а затем в Узбекистан. В 1978 году выиграл турнир памяти Зайцева во Владивостоке, через год — два турнира — в Ярославле и Ашхабаде.
Член символического клуба Михаила Чигорина. Выступая на первой доске за Узбекистан на Спартакиаде народов СССР, Игорь Иванов 11 июля 1979 года победил чемпиона мира Анатолия Карпова.
В 1980 году Иванову было разрешено принять участие в мемориале Капабланки на Кубе. На обратном пути, когда самолёт сел на дозаправку в аэропорту Гандер (Ньюфаундленд и Лабрадор, Канада), Иванов выбежал из самолёта, имея при себе только одежду и карманные шахматы, и попросил политического убежища в Канаде. Он поселился в Монреале и в 1980-е годы четыре раза выигрывал чемпионат Канады. Иванов представлял Канаду на межзональном турнире в Толуке, где выступил неожиданно успешно, разделив 4—7 места, но недобрав пол-очка до гроссмейстерской нормы. В 1982 и 1988 году Иванов представлял Канаду на первой доске на Шахматных олимпиадах. В 1982 году он набрал 8 очков в 14 партиях и обыграл гроссмейстеров Энтони Майлса и Яна Тиммана.
С начала 1980-х Иванов постоянно принимал участие в коммерческих турнирах в США, а к началу 1990-х переехал на постоянное жительство в США, оставаясь гражданином Канады. К 1997 году он девять раз выигрывал Гран-при Шахматной федерации США. Позднее он сосредоточился на тренерской деятельности. В последние годы жизни Иванов проживал в Юте. В 2005 году, незадолго до смерти, ему за успехи начала 1990-х было присвоено звание гроссмейстера.

## Изменения рейтинга
| Графики недоступны из-за технических проблем. См. информацию на Фабрикаторе и на mediawiki.org. |